# Gave de Cauterets
Il Gave de Cauterets è un fiume pirenaico a regime nevoso, che scorre nel dipartimento degli Alti Pirenei.

## Descrizione
Il fiume prende il nome dalla cittadina di Cauterets e si genera, in una zona chiamata l'Arraillère, dall'unione del gave de Lutour con il gave de Jéret, a sua volta formato dal gave de Gaube e dal gave du Marcadau: il passo del Port du Marcadau rappresenta il suo corso principale.
Il fiume ha una lunghezza di 26 km e sfocia nel gave de Pau nei pressi di Pierrefitte-Nestalas. Gli affluenti del gave de Cauterets sono il gave d'Ilhéou, che proviene dal Grand Barbat e lo Catarrabes, lungo circa 4 km, proveniente dal Moun Né e dal pic du Cabaliros. Oltre a Cauterets, il fiume attraversa altri setti comuni: Soulom, Uz, Estaing, Beaucens, Arrens-Marsous, Villelongue e Pierrefitte-Nestalas.